# باول شفارتز
باول شفارتز (بالألمانية: Paul Schwarz)‏ هو أستاذ جامعي ومستعرب ومستشرق ألماني، ولد في 19 نوفمبر 1867 في نيسا في بولندا، وتوفي في 28 ديسمبر 1938 في تورجاو في ألمانيا.